# Mateus 9

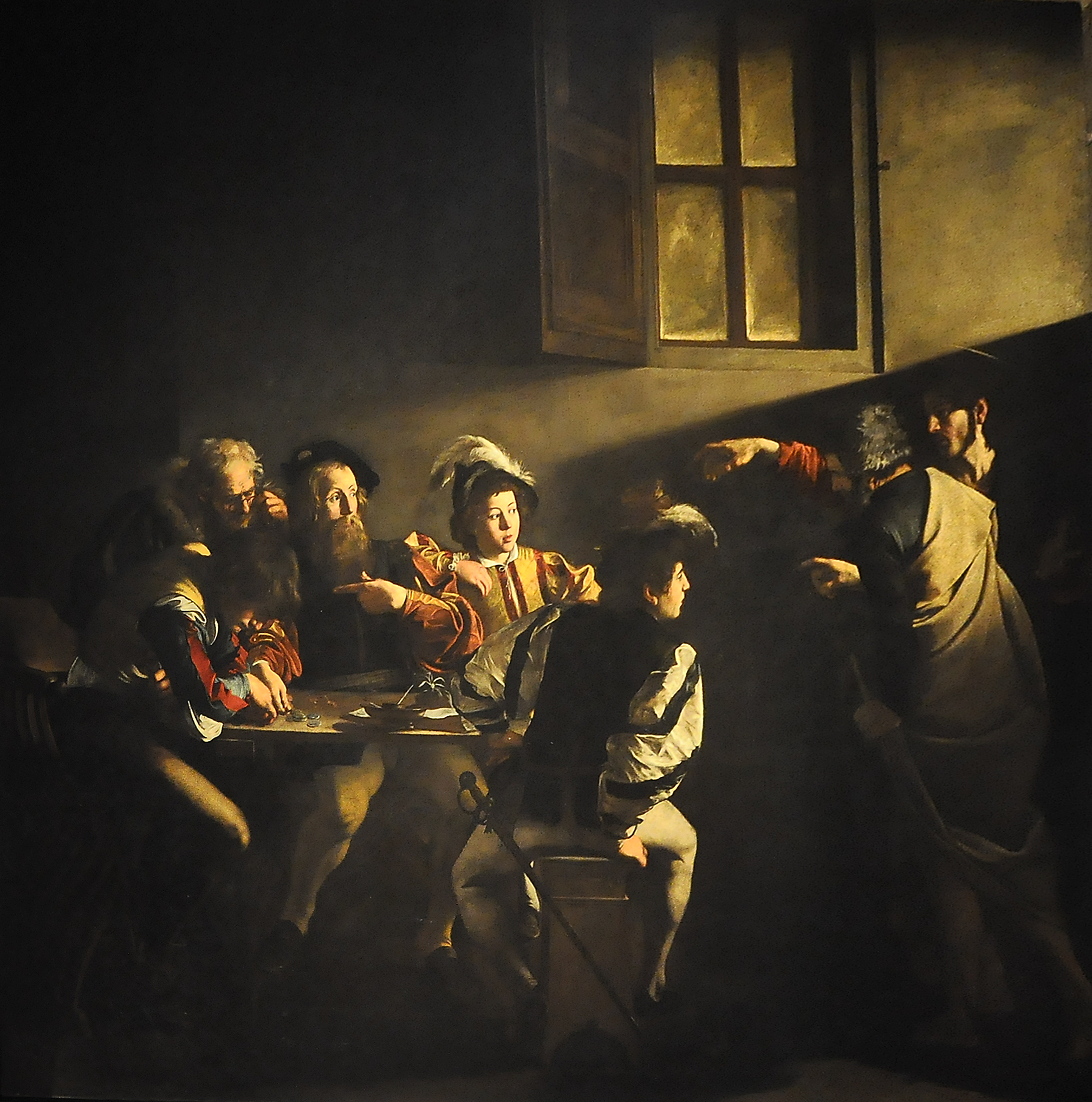
"Chamado de Mateus", um dos eventos de Mateus 9.
Entre 1599 e 1600. Por Caravaggio, na igreja de San Luigi dei Francesi, em Roma.

Mateus 9 é o nono capítulo do Evangelho de Mateus no Novo Testamento da Bíblia. Este capítulo abrange diversos episódios do ministério de Jesus na Galileia antes da morte de João Batista, principalmente milagres. 

## Paralítico em Cafarnaum
No início deste capítulo, Jesus foi para Cafarnaum, encontrou ali um paralítico e o curou. Os escribas e doutores da lei presentes acusaram Jesus de blasfêmia, que respondeu reafirmando sua autoridade para curar na prática por ser o Filho do Homem. Ele ordenou então que o homem fosse para casa e a multidão, admirada, louvou a Deus. Este trecho (Mateus 9:1–8) aparece também em Marcos 2 (Marcos 2:1–12) e Lucas 5 (5 17:26).

## Chamado de Mateus
Logo depois, Jesus viu Mateus, um publicano, o chamou e ele o seguiu. Eles todos se sentaram juntos para comer e os fariseus perguntaram aos discípulos «Por que come o vosso Mestre com os publicanos e pecadores?» (Mateus 8:11) Jesus então respondeu que veio em busca de enfermos e não de sãos, de pecadores e não de justos.
Este episódio (Mateus 9:9–13) aparece também em Marcos 2 (Marcos 2:13–17) e Lucas 5 (Lucas 5:27–28).

## Jejuns
Em Mateus 9:14–15, os discípulos de João Batista perguntaram a Jesus por que ele e os fariseus jejuavam e Jesus e seus discípulos, não. A resposta foi:
| “ | «Podem, porventura, estar tristes os convidados para o casamento, enquanto o noivo está com eles? Porém dias virão, em que lhes será tirado o noivo, e nesses dias jejuarão.» (Mateus 9:15) | ” |

Um trecho similar aparece ainda em Marcos 2 e Lucas 5.

## Vinho novo em odres velhos

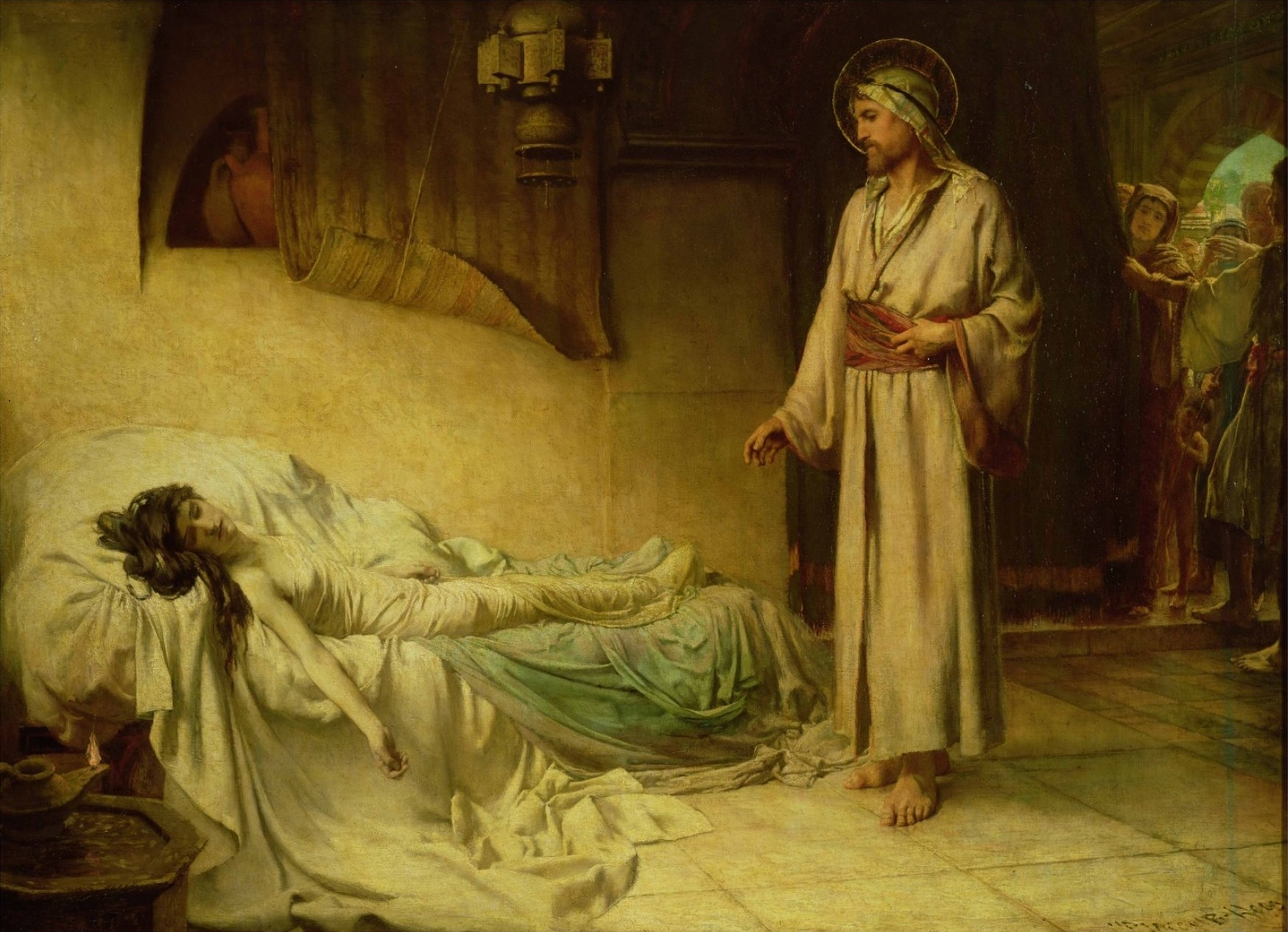
"Ressurreição da Filha de Jairo", um dos eventos de Mateus 9.
1895. Por George Percy Jacomb-Hood, na Guildhall Art Gallery, em Londres.

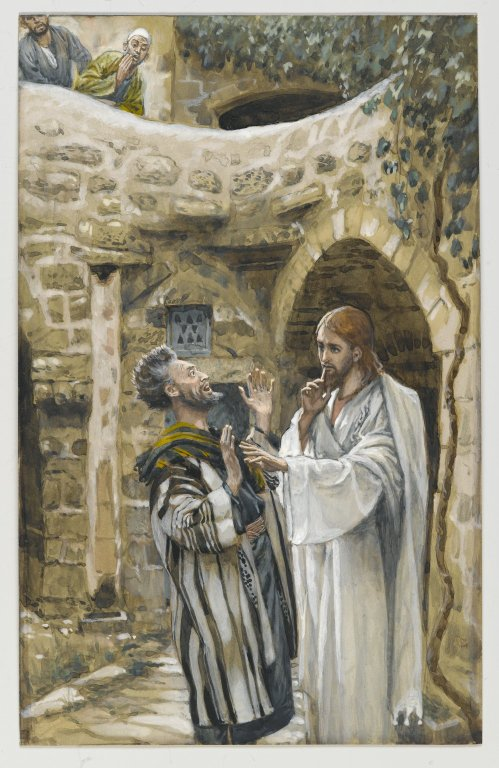
"Jesus libertando um mudo", um dos eventos de Mateus 9.
Entre 1886 e 1894. Por James Tissot, atualmente no Brooklyn Museum, em Nova Iorque.

A resposta à crítica sobre o jejum é imediatamente seguida por uma parábola (Mateus 9:14–17) nas quais Jesus compara o "antigo" e o "novo": um remendo novo não serve para uma roupa velha e um vinho novo não serve para velhos odres. As razões são claras: rasgar uma nova peça de roupa para consertar uma antiga irá destruir a nova e pode não servir e utilizar velhos odres que já podem ter sido alargados pelo uso podem não conseguir acomodar o vinho novo que irá expandir ainda mais durante a fermentação e acabará estourando. Estas parábolas aparecem também em Lucas 5 (Lucas 5:36–39) e Marcos 2 (Marcos 2:21–22).
Uma interpretação tradicional desta parábola dupla é que os novos ensinamentos de Jesus não podem ser acomodados pelos antigos padrões de pensamento: seu ministério é diferente da tradição judaica. Esta interpretação da aparente incompatibilidade entre o "novo" e o "velho" pode ser um resquício da doutrina de Marcião e foi utilizado depois como argumento por futuros reformadores da igreja.
A interpretação preferida de João Calvino indica que as roupas velhas e os odres velhos são representações dos discípulos de Jesus. Em seu "Comentário sobre Mateus, Marcos e Lucas", ele explica que o vinho novo e o odre não alargado representam a prática de jejuar duas vezes por semana. Jejuar assim seria um incômodo para os novos discípulos e seria mais do que eles poderiam suportar.

## Milagres

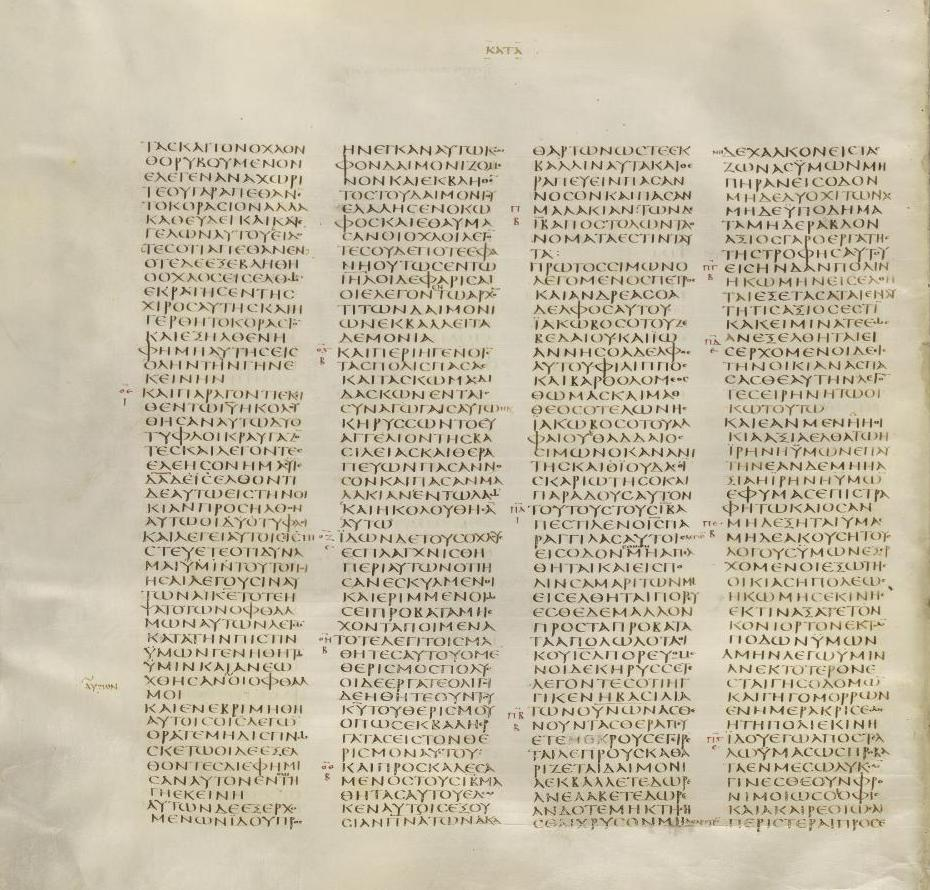
Codex Sinaiticus (330–360 d.C.), Mateus 9:23-10:17

### Filha de Jairo e a mulher com sangramento
Este milagre está presente nos três evangelhos sinóticos: além de Mateus 9:18–26, aparece ainda em Lucas 8 (Lucas 8:40–56) e Marcos 5 (Marcos 5:21–43). Segundo o relato em Mateus, Jesus encontrou um "chefe da sinagoga" que gostava de Jesus e que pediu para que Ele salvasse sua filha que acabara de morrer. Jesus se propôs a segui-lo. No caminho (Mateus 9:20–22), uma mulher que padecia já havia doze anos de um sangramento tocou-lhe a capa por acreditar que assim se curaria. Jesus então devolveu-lhe uma resposta que tornar-se-ia muito comum: «a tua fé te sarou» (Mateus 9:22). Este milagre intermediário aparece ainda em Marcos 5:25–29 e Lucas 8:43–48. Chegando na casa do chefe da sinagoga, Jesus pediu que todos se retirassem, pois a garota estaria apenas dormindo, o que provocou risos. Depois que todos saíram, Jesus a tocou e ela se levantou, uma notícia que correu por toda a região.

### Dois cegos
Este milagre só aparece no Evangelho de Mateus (Mateus 9:27–31) e conta que dois cegos procuraram Jesus chamando-o de "filho de Davi". Jesus perguntou-lhes se eles acreditavam e, quando eles responderam que sim, Jesus curou-lhes, mas pediu-lhes que mantivessem segredo, o que não adiantou de nada, pois eles «saíram e lhe divulgaram a fama por toda aquela terra.» (Mateus 9:31).

### Mudo
A cura do mudo é outro milagre que só está relatado em Mateus (Mateus 9:32–34). Jesus teria novamente expulsado um demônio de um mudo e a multidão, espantada, afirmava que Jesus era único em Israel. Já os fariseus afirmavam que «É pelo príncipe dos demônios que ele expele os demônios.» (Mateus 9:34).

## A seara é grande, mas os trabalhadores são poucos
Pregando por toda a Galileia sobre o Reino de Deus e realizando muitas curas, Jesus proferiu uma de suas famosas frases:
| “ | «A seara, na verdade, é grande, mas os trabalhadores são poucos; rogai, pois, ao Senhor da seara, que envie trabalhadores para a sua seara.» (Mateus 9:37–38) | ” |